# Руб Голдберг
Реубен Гарет Лусијус „Руб“ Голдберг (енгл. Reuben Garrett Lucius "Rube" Goldberg; 4. јул 1883 – 7. децембар, 1970) је био амерички цртач, вајар, писац, инжењер и изумитељ.
Најпознатији је по серији популарних цртежа који приказују компликоване направе које изводе једноставне радње на индиректне, замршене начине, попут направа које је Хит Робинсон цртао у Уједињеном Краљевству и Сторм П у Данској. Голдберг је за живота добио бројна признања, укључујући Пулицерову награду за политичке цртеже 1948.
Голдберг је био један од оснивача и први председник Националног друштва цртача, а по њему је добила име Реубенова награда, коју ова организација додељује цртачу године. Његов рад представља инспирацију за разна међународна такмичења позната као Такмичења у машинама Руба Голдберга, у којима се учесници такмиче у прављењу компликованих машина које извршавају једноставне задатке.

## Лични живот
Реубен Лусијус Голдберг је рођен 4. јула 1883, у Сан Франциску, у породици јеврејских родитеља Макса и Хане (Коен) Голдберг. Био је треће од седморо деце, од којих су троје умрли док су били деца (старији брат Гарет, млаћи брат Валтер, и млађа сестра Лилијан су такође преживели).
Руб је почео да црта кад је имао четири године, а на професионалне часове цртања је кренуо са једанаест година.
Руб се оженио са Ирмом Симен 17. октобра 1916. Живели су у Њујорку и имали два сина, Томаса и Џорџа.
Током Другог светског рата Голдбергови синови су променили своја презимена, на инсистирање самог Голдберга, због количине мржње према њему услед политичке природе његових цртежа.
Томас је за презиме одабрао име свог брата, Џорџ, а Џорџ је, како би се одржао осећај припадности породици узео исто то презиме (Џорџ В. Џорџ). Деца Томаса и Џорџа данас управљају компанијом РГИ (Руб Голдберг инкорпорејтед). Џону Џорџу (Томасовом сину) у вођењу компаније помаже његова сестра од стрица, Џенифер Џорџ (Џорџова Ћерка) и Џонов син Џошуа Џорџ.
Голдберг је умро 1970. кад је имао 87 година, док је његова супруга Ирма умрла 26. априла 1990. са 95 година.

## Каријера
Голдбергов отац је био полицијски и ватрогасни комесар у Сан Франциску, и охрабривао је младог Реубена да постане инжењер. Руб је постао дипломирани инжењер на Универзитету Беркли 1904. и запослио се у одсеку за водовод и канализацију града Сан Франциска. Након шест месеци је дао отказ и прешао у новине Сан Франциско кроникл где је постао спортски илустратор. Наредне године је прешао у новине Сан Франциско булитен, где је остао док се није преселио у Њујорк 1907. и запослио се као цртач у Њујорк ивнинг мејлу.
Рад у Њујорк ивнинг мејлу је омогућио ширу видљивост Голдбергових цртежа, и до 1915. је зарађивао 25.000 долара годишње и био прозван најпопуларнијим америчким цртачем. Артур Бризбејн је 1911. понудио Голдбергу 2.600 долара годишње у неуспешном покушају да га наговори да пређе у ланац новина Вилијама Рандолфа Херста, а 1915. је подигао понуду на 50.000 долара годишње. Како не би изгубио популарног уметника, Њујорк ивнинг мејл је Голдбергу дао исто толику плату.
Као плодан уметник, Голдберг је цртао неколико серија стрипова истовремено, укључујући Mike and Ike (They Look Alike), Boob McNutt,
, , , Lala Palooza и The Weekly Meeting of the Tuesday Women's Club. Радови који су му донели трајну славу су укључивали лика названог Луцифер Горгонзола Батс. У тој серији, Голдберг је цртао означене схеме комичних „изума“ који су касније по њему названи Руб Голдбергове машине.

## Културно наслеђе
1931, речник Меријам-Вебстер је усвојио израз „руб-голдберговски“ као придев који означава оно шта постиже нешто једноставно на компликоцан начин.
Пре овог израза, одговарајући израз у Уједињеном Краљевству је био (и и даље је), „хит-робинсонски“ Хиту Робинсону, енглеском илустратору са једнаком посвећеношћу необичним машинама.
У знак сећања на Голдбергов рад, Изуми Руба Голдберга који приказују „аутоматску салвету“ професора Бата су 1995. приказани на поштанским маркама у Сједињеним Државама у оквиру серије „класици стрипа“.